# Attentat de Pahalgam
L’attentat de Pahalgam survient le 22 avril 2025 dans la vallée de Baisaran, près de la commune de Pahalgam, au Jammu-et-Cachemire, territoire sous administration indienne situé à la frontière entre l'Inde et le Pakistan. Au cours de cet attentat, 26 civils, essentiellement des touristes, sont tués et plus d'une vingtaine sont blessés. Le Front de résistance, une branche du groupe islamiste Lashkar-e-Taiba, revendique la responsabilité de l'attentat.
Cet attentat conduit à une crise diplomatique majeure qui affecte les relations entre l'Inde et le Pakistan.

## Contexte
La région du Cachemire, divisée en 1947 entre l’Inde et le Pakistan, est un foyer de violence séparatiste depuis de nombreuses années. En 2019, Narendra Modi révoque le statut spécial garanti par l’article 370 de la Constitution de l'Inde pour la région du Jammu-et-Cachemire. Depuis, New Delhi administre directement cette région à majorité musulmane et y développe le tourisme.
L'attentat de Pahalgam, l'un des plus meurtriers dans la région depuis la révocation du statut spécial de l'ancien État indien du Jammu-et-Cachemire en 2019, vise des civils hindouistes et aurait pour but de s'opposer aux changements démographiques dans la vallée du Cachemire.

## Attentat
Le 22 avril 2025, cinq terroristes en tenue militaire, équipés de carabines Colt M4 et de fusils d'assaut AK-47, interceptent un groupe de touristes dans les prairies entourées de denses forêts de la vallée de Baisaran, accessibles seulement à pied et à cheval, à environ 7 km de Pahalgam.
Selon des rapports, ils les arrêtent et leur demandent de décliner leur nom et leur religion avant d'abattre les personnes de confessions non-musulmanes, essentiellement hindoue, ainsi qu'un chrétien,. Pour être certains de ne pas tuer de musulmans, ils demandent à certains de réciter les versets islamiques des Six Kalimas (en), (qui incluent la chahada) ou encore à des hommes de baisser leur pantalon afin de s'assurer qu'ils ne sont pas circoncis avant de les abattre,,.
Les assaillants ont également assassiné une personne de confession musulmane, un guide local qui avait tenté de les distraire puis d'en désarmer un,.
Les 26 personnes tuées sont toutes des hommes, tous citoyens indiens sauf un touriste népalais originaire de Butwal.

## Conséquences

### Interpellations au Cachemire
La police indienne diffuse le portrait-robot de trois suspects, dont deux Pakistanais. 2 000 personnes sont interpellées. Neuf maisons liées aux suspects de l’attaque et à leurs complices sont détruites.
Les suspects sont accusés par l’Inde de faire partie d’un groupe proche du mouvement djihadiste Lashkar-e-Taiba basé au Pakistan, déjà soupçonné des attaques qui ont fait 166 morts à Bombay en 2008.

### Crise diplomatique
L'attentat conduit à la détérioration des relations diplomatiques entre l'Inde et le Pakistan, alors que l'Inde accuse le Pakistan de soutenir les terroristes sur son territoire. Le gouvernement indien ne présente néanmoins pas de preuve directe ni d'explication détaillée qui permette d'impliquer le Pakistan.
En réaction à l'attentat, l'Inde suspend le traité des eaux de l'Indus, restreint les visas accordés aux citoyens pakistanais et expulse des conseillers militaires de l'ambassade du Pakistan à New Delhi. Islamabad appelle à éviter toute escalade, puis, le lendemain, annonce une série de mesures de représailles, dont la fermeture de sa frontière et de son espace aérien au transit indien, la réduction du personnel diplomatique à Islamabad et la suspension du commerce avec l'Inde.
L'ONU appelle les deux pays à faire preuve d'une « retenue maximale ».
Quelques jours seulement après l'attaque terroriste, des coups de feu sont échangés le long de la frontière entre l'Inde et le Pakistan.